# (1880) McCrosky
(1880) McCrosky (1940 AN) – planetoida z pasa głównego asteroid okrążająca Słońce w ciągu 4,38 lat w średniej odległości 2,67 j.a. Odkryta 13 stycznia 1940 roku.